# Laguna Kara
La laguna Kara (o Khara)  es una laguna salada altoandina de Bolivia, ubicada al suroeste del departamento de Potosí, a una altitud de 4522 m s. n. m. Tiene unas dimensiones de 4,80 km de largo por 4,60 km de ancho y una superficie de 13 km², esta laguna presenta una forma redondeada y un color verdusco debido al alto contenido de minerales. 
Junto a ella, un kilómetro al noroeste, hay otra laguna más pequeña de 2,30 km de largo por 1,60 de ancho y una superficie de 2,60 km². 